# 羅伯特·賈維克
羅伯特·科夫勒·賈維克（1946年5月11日—2025年5月26日）是美国科学家、研究员和商人，他因開發了贾维克-7號（Jarvik-7）人工心臟而知名。

## 早年
羅伯特·賈維克出生于美國米德兰，父亲是诺曼·尤金·贾维克，母亲是艾迪丝·科夫勒·贾维克，他在康乃狄克州斯坦福德长大。兄弟乔纳森·贾维克是卡内基·梅隆大学的生物科学教授，侄子莫瑞·賈維克是药理学家，亦為尼古丁贴的共同发明人。
贾维克从小就对机械和医学有濃厚兴趣，這也影響其未來的職涯發展，他於17歲時便已取得5項發明的專利。
贾维克毕业于雪城大學，後於纽约大学獲得生物医学工程硕士，又曾於猶他大學醫學院就讀2年，後在1971年獲人造器官研究者威廉·约翰·科尔夫聘任。
贾维克在1976年獲得醫學士學位，專於研究醫學，未曾擔任實習醫師或住院医师或取得醫師執照。

## 職業
1971年，贾维克參加犹他大学的人工器官計畫，該計畫由其導師威廉·约翰·科尔夫領導。他們當時實驗由克利福德·关盖特設計的气动人工心脏，而科爾夫請贾维克設計新的人工心臟，已解決气动人工心脏的問題。後贾维克研發出了贾维克-7號（Jarvik-7）。
1982年，研究团队嘗試將人工心臟植入人體，這是繼1969年多明哥·利奧塔和丹頓·庫利進行首次植入手術後的第二次進行相關實驗。醫師威廉·德弗里斯將賈維克-7號植入病患體內，該病患最終存活了112天。在此期間，贾维克與威廉向媒體多次講述該病患的病情。
此後數次心臟植入手術皆由健康保險公司Humana進行，第2位接受賈維克-7號人工心臟的威廉·J·施羅德存活了620天。 1983 年，賈維克和德弗里斯获得成就學院金盘奖。 
2006年，贾维克代言製藥公司輝瑞的膽固醇药物阿托伐他汀。時值反对名人代言运动，2名國會議員對此進行調查，確認其代言是否涉及未经许可提供医疗建议。後贾维克稱他在成為代言人前從未服用過該藥物。辉瑞於2008年2月25日宣布停止与贾维克合作。

## 個人生活
贾维克结过两次婚，他与第一任妻子、盐湖城作家兼记者伊莱恩·贾维克育有一子一女。2011年，伊莱恩和女儿创作一齣剧《一个男人进来》（A Man Enters） ，灵感源于贾维克离婚後与孩子们之间缺失的父亲关系。 
1987年8月23日，贾维克与杂志《Parade》作家瑪麗蓮·沃斯·莎凡特结婚。
2025年5月26日，贾维克因帕金森氏症在纽约曼哈頓家中逝世，年79岁。

### 另見
- Frazier OH; Timothy J Myers; Robert K Jarvik;  et al. . The Annals of Thoracic Surgery. 2001-03-01, 71 (3 Suppl): S125–32; discussion S144–6. ISSN 0003-4975. PMID 11265847. doi:10.1016/S0003-4975(00)02614-X. Wikidata Q33939471 （英语）.
- R. K. Jarvik; Jeffrey H. Lawson; D. B. Olsen; Hiroyuki Fukumasu; W. J. Kolff. . International Journal of Artificial Organs. 1978-01-01, 1 (1): 21–27. ISSN 0391-3988. PMID 352968. Wikidata Q34182528 （英语）.

## 外部連結
- 贾维克心脏官网
- Winchell 人工心脏专利
- 辉瑞推出立普妥新药
- MSNBC 关于贾维克和辉瑞公司的文章
- 国会调查医生在药品广告中的角色（的存檔，存档日期2020-06-06.  )